# Латвийские драматические курсы
Латвийские драматические курсы (латыш. Latvju dramatiskie kursi) — первое в Латвии специализированное профессиональное театральное учебное заведение, работавшее в Риге с 1909 по 1938 год.

## История
Латвийские драматические курсы были основаны актёром Екабом Дубуром и театральным педагогом Эрнестом Зелтматисом. Учёба длилась 3 года. Преподавались сценическая речь, декламация, мимика, пластика, анализ роли, история театра и общеобразовательные предметы. 
В разные годы педагогами работали: Ф. Эртнере, Э. Фелдманис, А. Фрейманис, К. Фрейнберг, Э. Мачс, А. Миерлаукс, Ф. Роде, Я. Симсонс, М. Вигнере-Гринберга, Ф. Барда, П. Бирертс.
Курсы окончили более 220 латвийских актёров. В том числе И. Буне, Э. Эзериня, Р. Крейцумс, В. Лиепиня, П. Луцис, Б. Приедитис, А. Видениекс, К. Себрис.   
В 1935 году произошло присоединение к Латвийским драматическим курсам театральных курсов Фелдманиса.